# Israel Örnberg
Israel Örnberg var en svensk hovtrumpetare och målare.
Örnberg var verksam under senare hälften av 1700- och början av 1800-talet och bror till pukslagaren och konstnären Olof Johan Örnberg. I en annons i Dagligt Allehanda 1801 kallar han sig kunglig hovtrumpetare och erbjuder sina tjänster som porträttmålare i pastell. Ett flertal av hans porträtt är kända och flera av hans brors gouacheminiatyrer har felaktigt attribuerats till Israel Örnberg. Kort före Fru Capitenskan von Theim död i en ålder av 104 år avporträtterades hon av Örnberg. För eftervärlden har Örnberg blivit mest känd för att han deltog i Maskeradbalen och blev vittne till attentatet mot Gustav III, och senare vittnade mot Anckarström.   